# NGC 4281
NGC 4281 је лентикуларна галаксија у сазвежђу Девица која се налази на NGC листи објеката дубоког неба.
Деклинација објекта је + 5° 23' 11" а ректасцензија 12h 20m 21,6s. Привидна величина (магнитуда) објекта NGC 4281 износи 11,4 а фотографска магнитуда 12,3. Налази се на удаљености од 29,750 милиона парсека од Сунца. NGC 4281 је још познат и под ознакама UGC 7389, MCG 1-32-12, CGCG 42-34, VCC 408, IRAS 12177+0539, PGC 39801.